# Antennapolarizáció
Az antennapolarizációt a kisugárzott vagy vett elektromágneses tér villamos erővonalai határozzák meg. A polarizáció lehet lineáris vagy kör alakú. Lineáris polarizációnál megkülönböztethetünk függőleges és vízszintes polarizációt, de lehet köztes is. Lényeges a sugárzó elem iránya, mert ezzel párhuzamos az erőtér. A függőleges antenna tehát függőlegesen polarizált, a vízszintes huzalantenna vagy rúdantenna pedig vízszintesen polarizált. Az eltérő, nem megfelelő polarizáció használata esetenként 30 dB csillapítást is okozhat. A terjedésre is kihatással van a polarizáció, mert a függőlegesen polarizált antenna inkább a felületi hullámokat segíti, a vízszintesen polarizált antenna a térhullámokat, azaz nagy távolságú forgalmazást, bár az ionoszféra gyakran semlegesíti vételi oldalon ezt a hatást.